# سارة وودورد
سارة وودورد (بالإنجليزية: Sarah Woodward)‏ هي ممثلة بريطانية، ولدت في 3 أبريل 1963 في لندن في المملكة المتحدة.

## ترشيحات
- جائزة توني لأفضل ممثلة بارزة في مسرحية [الإنجليزية]‏ (2000)

## وصلات خارجية
- سارة وودورد على موقع IMDb (الإنجليزية)
- سارة وودورد على موقع ميوزك برينز (الإنجليزية)
- سارة وودورد على موقع قاعدة بيانات برودواي على الإنترنت (الإنجليزية)
- سارة وودورد على موقع قاعدة بيانات الفيلم (الإنجليزية)